# Фторид плутония(IV)-калия
Фторид плутония(IV)-калия — неорганическое соединение,
двойная соль калия, плутония и плавиковой кислоты с формулой KPuF5,
кристаллы,
не растворяется в воде.

## Получение
- Реакция избытка фторида калия и нитрата плутония(IV):

{\displaystyle {\mathsf {Pu(NO_{3})_{4}+5KF\ {\xrightarrow {}}\ KPuF_{5}\downarrow +4KNO_{3}}}}

## Физические свойства
Фторид плутония(IV)-калия образует кристаллы
тригональной сингонии,
пространственная группа R 3,
параметры ячейки a = 1,491 нм, c = 1,034 нм, Z = 18.
Не растворяется в воде.